# Baja Beach Fest Festival de Reggaeton y Música Latina
Baja Beach Fest Festival de Reggaeton y Música Latina (en inglés The Baja Beach Fest Reggaeton & Latin Music Festival) es un festival de música celebrado en la ciudad de Rosarito, Baja California, México. El festival tiene una duración de 3 días (un día más que la edición de 2019) y es conocido por ser un festival con música de géneros latinos, reguetón y trap latino, entre otros. El festival fue fundado por Aaron Ampudia y Chris Den Uijl.

## Historia

### 2018
El primer año de Baja Beach Fest tuvo lugar en octubre de 2018 en Rosarito, México. El festival inició como evento de un día únicamente y trajo a 15,000 personas mayormente provenientes de Los Ángeles, California. El lineup presentó artistas como Bad Bunny, Yandel, Farruko y más.

### 2019
El segundo año de Baja Beach Fest tuvo lugar en agosto 16 y 17 de 2019 y fue expandido a 2 días con un espacio 3 veces mayor al del año 1. Ozuna, J Balvin, Becky G, Bad Bunny y Nicky Jam fueron los principales artistas en el lineup. Otros artistas que también estuvieron presentes fueron Álex Rose, Brytiago, Cazzu, DJ Luian, Lyanno y Amenazzy. Más de 30,000 asistentes visitaron el festival ese año. En 2019, Baja Beach Fest fue nombrado el Festival Emergente #1 en América del Norte de 2019 por USA Today.

### 2020-2021
El tercer año del Festival de Reggaeton y Música latina fue originalmente programado para agosto de 2020, pero debido a la pandemia de COVID-19 las fechas fueron pospuestas. El tercer año de Baja Beach Fest será en agosto de 2021. El evento ha sido expandido a 3 días y por primera vez, 2 fines de semana. Esto hace que el Festival de Reggaeton y Música Latina sea el más grande de su tipo en Norteamérica. El festival fue el primero en venderse en su totalidad en fechas de pandemia a un año del evento. Esto provocó que se lanzará un segundo fin de semana días después de que se anunciara que el evento estaba agotado. Cada fin de semana se especula que tendrá una asistencia de 35,000 personas, con el primer fin de semana ya agotado. Los artistas principales para Baja Beach Fest 2021 son Ozuna, Anuel AA, Karol G y J Balvin.

## Festival
Baja Beach Fest toma lugar en la arena de Playas de Rosarito, Baja California, México, con el escenario principal a pocos metros del Océano Pacífico. El festival se localiza aproximadamente a 30 minutos al sur del cruce fronterizo de San Ysidro. Los principales aeropuertos cercanos al festival son Aeropuerto Internacional de Tijuana y Aeropuerto Internacional de San Diego.
Durante el festival, el escenario principal presenta música en vivo continuamente. Instalaciones de comida, bebida, arte y de juegos también se presentan durante el festival. El diseño del festival y sus áreas son:
1. Escenario Principal
2. Sección de comida
3. Sección de bebidas
4. Tienda de mercancía
5. Área de baños
6. Entrada
7. Salida
8. Sección vip
9. Sección GA
10. Estancia Skydeck

## Resumen del festival por año
| Edición | Año  | Fechas                | Headliners                                                  | Asistencia | Ref.  |
| ------- | ---- | --------------------- | ----------------------------------------------------------- | ---------- | ----- |
| 1.ª     | 2018 | 20 de octubre         | Bad Bunny, Yandel y Farruko                                 | 15,000     | [ 3 ] |
| 2.ª     | 2019 | 16 y 17 de agosto     | Bad Bunny, J Balvin, Nicky Jam, Becky G y Ozuna             | 30,000     | [ 9 ] |
| 3.ª     | 2021 | 13, 14 y 15 de agosto | Ozuna, Karol G, Anuel AA, Farruko, J Balvin, Becky G y Sech | N/A        |       |
| 3.ª     | 2021 | 20, 21 y 22 de agosto | Ozuna, Karol G, Anuel AA, Farruko, J Balvin, Becky G y Sech | N/A        |       |